# Hurricane (canção de 30 Seconds to Mars)
"Hurricane" é a sexta faixa do álbum This Is War dos 30 Seconds to Mars e o quarto single lançado pela banda.

## História
A canção foi escrita por Jared Leto em 2007, durante uma estadia em Berlim, "Estávamos no Inverno e ficava escuro por volta das três e meia da tarde" comentou o vocalista "O processo podia ser incrivelmente reconfortante ou incrivelmente depressivo. Felizmente, foi um pouco dos dois. Acabou por ser inspirador."

### Colaboração com Kanye West
Em Maio de 2009, Kanye West postou uma foto de si mesmo com Brandon Flowers (vocalista dos The Killers) e Jared Leto, anunciando que ele e Jared estavam trabalhando juntos na música. Esta colaboração, no entanto, não chegou a fazer parte do álbum quando lançado em Dezembro do mesmo ano. Leto disse que,
"... tinha realmente trazido [a ideia de trabalhar com o West] há algum tempo, mas é inacreditável que isso tenha realmente acontecido. [...] Ele veio aqui, ele esteve aqui no estúdio, e fizemos algum tipo inicial de música, e ele fez algum canto, e nós sabíamos que precisávamos de continuar e terminar, por isso fui para o Havaí com um engenheiro e uma pequena equipe, e tivemos um grande momento".
A contribuição vocal de West na música foi retirada por questões jurídicas em torno dos direitos de cada gravadora. Embora não tenha sido lançado na edição original do álbum, Leto disse que a música seria ouvida eventualmente. A versão deluxe do álbum foi lançado a 9 de Novembro de 2010 com esta versão da canção, intitulada Hurricane 2.0.

## Videoclipe
O vídeo foi realizado por Jared Leto sob o pseudónimo de Bartholomew Cubbins, com as filmagens a decorrerem durante Outubro em Nova Iorque. Antes do lançamento oficial do vídeo, foi postado no site da banda em Novembro de 2010 pequenos trailers com cenas que apareceriam no vídeo final. Estas incluíam cenas predominantemente de sexo e luta "[Este vídeo] é muito, muito, muito, muito sexual" diz o vocalista "É basicamente uma meditação na violência do sexo, e no sexo da violência...vai ser uma aventura e tanto". Kanye West não participa no vídeo.
O vídeo estreou a 29 de Novembro na MTV.com, com a duração aproximada de 13 minutos, iniciando com o título da canção (semelhante a um filme) seguido dos nomes de cada membro da banda e da citação "Isto não é realidade, Isto é um sonho". O vídeo está dividio em três capítulos:

### Capítulo 1
O capítulo, cujo subtítulo é "Birth" ("Nascimento"), começa com a imagem de uma tempestade que se abate sobre Nova Iorque durante a noite, acompanhada pela canção "Escape", a primeira faixa do álbum da banda. Deserta, surge primeiramente Shannon Leto (baterista da banda) a conduzir uma moto pelas ruas da cidade, seguido de Tomo Miličević (guitarrista) a vagueiar por uma estação de metro e, por último, Jared Leto a dormir no seu apartamento.
O vocalista é acordado pelo barulho de alguém a bater à porta. Confuso, abre-a mas não encontra nada a excepção de um conjunto de fotografias no chão consigo a dormir na cama. Olha para o corredor e apercebe-se que um homem de fato preto, com uma máscara de couro e uma marreta na mão se aproxima perigosamente, fazendo o vocalista saltar do prédio e fugir. Inicia-se a música.
Na parte seguinte, Tomo sobe as escadas do metro e depara-se com um outro homem mascarado, que aparenta ter raptado uma mulher vestida num fato preto e com uma máscara em forma de coelho. O guitarrista é atacado pelo homem mas consegue derrota-lo, beijando depois a refém e retirando da boca uma fita vermelha com uma chave. Põe-a ao pescoço e vai-se embora.
Esta cena vai intercalando com uma em que várias réplicas do guitarrista tocam violino e com outra em que Jared se envolve intimamente com uma mulher de lingerie.

### Capítulo 2
Neste capítulo, sendo "Life" ("Vida") o subtítulo, voltamos ao passeio de moto de Shannon, que por pouco não atropela uma mulher deitada no meio da estrada. Aproxima-se e esta surpreende-o com uma facada na barriga, que não parecesse causar ferimentos no baterista. De seguida levanta-se e dá-lhe uma corda com uma chave (igual à de Tomo), beijando-o depois e fugindo. Shannon retira a faca da barriga em câmara lenta.
Tal como na parte anterior, aqui também se juntam outras cenas - uma em que três réplicas de Shannon tocam tambor e outra em que Jared põe uma espécie de mordaça à mulher de lingerie.
Na cena seguinte, Tomo cruza-se com um padre, um rabi e um imame que atiram o seu respectivo livro sagrado numa fogueira em uma ruela, sendo que depois voltam para os respectivos donos.
Jared, que fugira do homem com a marreta, detém-se numa espécie de porta de armazém e encontra uma corda com uma chave (igual à dos seus colegas), levando-a depois consigo. Nesta parte, são mostradas cenas íntimas e surrealistas, tal como uma mulher com uma máscara de gás, Jared a algemar a mulher de lingerie e duas pessoas disfarçadas de forma bizarra.
O vocalista, pouco depois, vai ao encontro de uma série de caixões com a bandeira americana a cobri-los, sendo que um deles se encontra aberto. Aproxima-se desse caixão e apercebe-se que está vazio, vira-se e é surpreendido pelo homem com a marreta, que o atinge no queixo e fá-lo cair dentro do caixão. O homem fecha-o com o vocalista no interior e desaparece.
Na parte seguinte, há uma interrupção da música. Começa no Parque Central de Nova Iorque, no qual se vê um grupo de estranhos com máscaras em forma de caveira e com tochas a vaguearem pela zona. Seguidamente, surge Shannon a entrar no parque por um muro, deparando-se de novo com a estranha que o esfaqueou anteriormente sentada num banco. Ambos trocam beijos durante pouco tempo, pois, de novo, a estranha surpreende-o, mas desta vez algema o baterista ao banco. Dois homens, um com uma máscara de coelho e outro com um bico de pássaro, aparecem por entre as árvores e preparam-se para atacar Shannon, que se consegue libertar das algemas graças à chave que a estranha lhe dera. Este consegue derrotar os dois homens e persegue a estranha, que mais uma vez foge. Nesta cena de luta, é ouvido uma parte da música "Night of the Hunter" do álbum da banda.
Jared, que entretanto acorda dentro do caixão, tenta desesperadamente sair. Uma fechadura chama-o a atenção e, usando a chave que encontrara, abre-a, fazendo a parte debaixo do caixão abrir-se. Surrealmente, vê-se Jared a cair do céu e a aterrar no passeio. Seguem-se mais cenas sexuais.
Tomo, que continuava a percorrer as ruas da cidade, encontra um livro fechado a cadeado. Usando a chave que tirara da boca, abre-o e retira um pergaminho, sendo que este continha a frase "Find the Argus Apocraphex" ("Encontra o Argus Apocraphex"). Na cena seguinte, Shannon cruza-se com o símbolo da banda, um triângulo gigante com uma linha horizontal a corta-lo no meio. No fim deste capítulo, ainda surge uma mulher semi-nua com dois leques gigantes feitos de plumas.

### Capítulo 3
No último capítulo, "Death" ("Morte"), recomeça a música. Jared cruza-se com três crianças que riscam uma rua com giz de várias cores, escrevendo palavras como "Kill", "Burn", "Mars" e "Hurricane" e desenhando o símbolo da banda, o Sol, a Lua, uma seta, entre outros. Estes, ao repararem na sua presença, levantam-se e fogem, Jared olha para si e apercebe-se que as palavras e os desenhos tinham surgido no seu corpo.
De seguida, aparece de novo Jared com a mulher de lingerie, seguido de várias cenas sexuais e bizarras, Tomo a deitar-se no meio do que parece ser uma discoteca, um novo reencontro de Shannon com a estranha, um homem com peito de mulher e Jared a defrontar finalmente o homem com uma máscara de couro preto. O vídeo termina com uma passagem rápida de vários momentos do vídeo e, por fim, o afastamento da cidade, que se mantém sob uma tempestade.

### Recepção
O vídeo gerou polêmica na mídia pelo seu contéudo, que foi maioritariamente considerado inapropriado para televisão. As várias cenas sexuais contidas neste levaram diversas estações de televisão a proibir a sua circulação.
O vocalista da banda, Jared Leto, publicou no seu site uma carta onde vinha uma lista de cenas do vídeo que só poderiam ser circuladas na televisão depois de certa hora, sendo que uma específica teria de ser obrigatoriamente omitida. Jared admitiu que estava à espera de uma recepção difícil mas não esperava que fosse rejeitado pelas estações, especialmente por ser a versão menos explícita "Não estou interessado em provocar só por provocar. Penso somente que quando ligas o noticiário ou alguma coisa que capte o teu interesse, há sempre muita violência e negatividade por aí" diz "Assim que chega a vez da sexualidade, é sempre um grande choque que as pessoas sejam seres sexuais. É um padrão duplo que acho muito interessante". O vocalista, que dirigiu o vídeo sob o pseudónimo de Bartholomew Cubbins, teve de censurar uma série de cenas para que fosse mais tolerável a circulação.
A 16 de Dezembro, foi publicado no site da banda a versão explícita do vídeo, que incluí as cenas sexuais que Jared considerou inapropriadas para televisão.
O vídeo foi escolhido como o mais epicamente inesquecível de 2010 através de uma votação na MTV.

## Versão ao Vivo
A 7 de Novembro, a banda cantou a canção nos EMA em Madrid. Durante a actuação, surge de surpresa no palco Kanye West, que começa a cantar a sua parte da música incluída na segunda versão. Há uma interrupção e o cantor começa a cantar "Power", uma faixa pertencente ao seu album My Beautiful Dark Twisted Fantasy. Posteriormente, retira-se do palco e a banda assegura-se de finalizar com o resto da "Hurricane". A actuação, dias depois, começou a circular na MTV Music.

## Influência na cultura popular
O poema narrativo mais famoso de Edgar Allan Poe The Raven conta a lenda de um homem que, assustado com as memórias de uma mulher morta chamada Lenore, é visitado por um corvo falante à noite.

A música Hurricane dos Thirty Seconds to Mars não foi escrita explicitamente sobre The Raven. No entanto, a conclusão do director'cut do vídeo musical do single cita as seguintes linhas do poema: “Deep into that darkness peering, long I stood there wondering, fearing, doubting, dreaming dreams no mortal ever dared to dream before”.

## Paradas
| Parada                             | Melhor Posição |
| ---------------------------------- | -------------- |
| África do Sul (5FM Top 40)         | 7              |
| Alemanha (Germany Singles Top 100) | 45             |
| Grécia (Greece Top 20)             | 1              |
| European Hot 100                   | 52             |
| Luxemburgo (Luxembourg Top 100)    | 89             |
| Malásia (Malasia Singles Chart)    | 29             |
| Portugal (Portugal Singles Top 50) | 27             |
| Reino Unido (UK Rock Singles)      | 4              |
| Reino Unido (UK Singles Chart)     | 124            |